# Martin Prohászka
Martin Prohászka (Nové Zámky, 18 agosto 1973) è un ex calciatore slovacco, di ruolo attaccante.

## Carriera

### Nazionale
Ha collezionato 3 presenze con la maglia della propria Nazionale.